# 23074 Sarakirsch
23074 Sarakirsch è un asteroide della fascia principale interna. Scoperto nel 1999, presenta un'orbita caratterizzata da un semiasse maggiore pari a 2,339690 UA e da un'eccentricità di 0,120559, inclinata di 7,371289° rispetto all'eclittica.